# Cube tronqué

Patron de cube tronqué.

Le cube tronqué ou hexaèdre tronqué est un solide d'Archimède. Il possède 6 faces octogonales régulières, 8 faces triangulaires régulières, 24 sommets et 36 arêtes.

## Coordonnées cartésiennes
Les coordonnées cartésiennes suivantes définissent les sommets d'un cube tronqué centré à l'origine :
{\displaystyle (\pm \xi ,\pm 1,\pm 1)}
{\displaystyle (\pm 1,\pm \xi ,\pm 1)}
{\displaystyle (\pm 1,\pm 1,\pm \xi )}
où {\displaystyle \xi ={\sqrt {2}}-1}.

## Mesures et volume
Si son arête a pour longueur {\displaystyle a},
- son volume vaut :
{\displaystyle V=a^{3}\times {\frac {21+14{\sqrt {2}}}{3}}\approx a^{3}\times 13{,}6} ;
- sa surface vaut :
{\displaystyle A=a^{2}\times 2(6+6{\sqrt {2}}+{\sqrt {3}})\approx a^{2}\times 32{,}4}.